# Joan Lluís de Montcada
Joan Lluís de Montcada (Barcelona, 1585 ? - Vic, 6 d'abril de 1653) fou un jurista i historiador català. Doctor en dret canònic i dret civil, degà i canonge de la Catedral de Vic, fill natural de D. Lluís de Montcada castellà d'Amposta, i cosí germà de Francesc de Montcada autor de la «Expedición de catalanes». prengué possessió del seu deganat el 9 d'agost de 1639, unint-se li després la canongia de tresoreria el 1644. Molt versat en la història eclesiàstica com profana, va escriure quatre «Libros de anales de Cataluña» en llengua llatina fins a l'any 1640, que originals va veure Caresmar a la biblioteca de Poblet. Escrigué un episcopologi d'aquesta seu, aprofitant-se de diverses notícies i documents recòndits, comparable en qualitat a l'episcopologi que es va publicar en les sinodals del bisbe Muñoz i Guil (1748). Escriu Torres i Amat que hi havia manuscrits d'aquestes dues obres a Poblet. Va atorgar testament davant Joan Vila escrivà de Vic el 30 de juliol de 1651, morint-hi mesos més tard (1653) pocs dies després vaig haver nomenat síndic el cabiscol de Vic per al parlament que havia de reunir a Barcelona. El 30 de març de 1653 any prenien inventari els seus marmessors per davant l'esmentat escrivà Joan Vila, i per ell consta que formaven el cos d'herència entre diverses coses un cotxe i carrossa amb el seu parell de mules, molta plata treballada, una llibreria de 2.248 volums, diversos manuscrits, medalles antigues de plata i de bronze, mapes, esferes, globus, làmines de països i astrolabi. A la biblioteca de Santa Caterina de Barcelona, abans de l'assalt de 25 de juliol de 1835, existien les obres de Tertul·lià amb versió parafràstica i arguments castellans de D. José Pellicer de Tovar dedicades al seu amic Joan Lluís de Montcada degà de Vic, obra que s'imprimí a Barcelona el 1639 per Gabriel Nogués del Carrer de Sant Domènec.